# Ramesh Patel
Ramesh Unka Patel (ur. 12 września 1953 w Auckland) – nowozelandzki hokeista na trawie. Złoty medalista olimpijski z Montrealu.
Zawody w 1976 były jego drugimi igrzyskami olimpijskimi. Debiutował w 1972, brał także udział w turnieju w 1984. Łącznie rozegrał 20 spotkań (3 gole). Karierę reprezentacyjną zakończył w 1986 z dorobkiem 122 spotkań. Oprócz trzech igrzysk brał również udział w trzech mistrzostwach świata.